# Puerto de Los Cristianos
El Puerto de Los Cristianos es un puerto del Océano Atlántico situado en la localidad de Los Cristianos, en el municipio de Arona, en la isla de Tenerife (Canarias, España). Es administrado por la Autoridad Portuaria de Santa Cruz de Tenerife. Es el puerto con mayor tráfico de pasajeros y vehículos en régimen de pasaje de Canarias: en 2007 tuvo 1 829 579 pasajeros, y 238 836 en régimen de pasaje. 
El recinto portuario de Los Cristianos ocupa también el primer lugar de España en cuanto al tráfico de pasajeros gracias a sus enlaces con los puertos de San Sebastián de La Gomera, La Estaca en El Hierro y Santa Cruz de La Palma.

## Destinos
- Fred. Olsen Express: San Sebastián de La Gomera, Santa Cruz de La Palma.
- Naviera Armas: La Estaca, San Sebastián de La Gomera, Santa Cruz de La Palma, Santa Cruz de Tenerife.